# Orakel

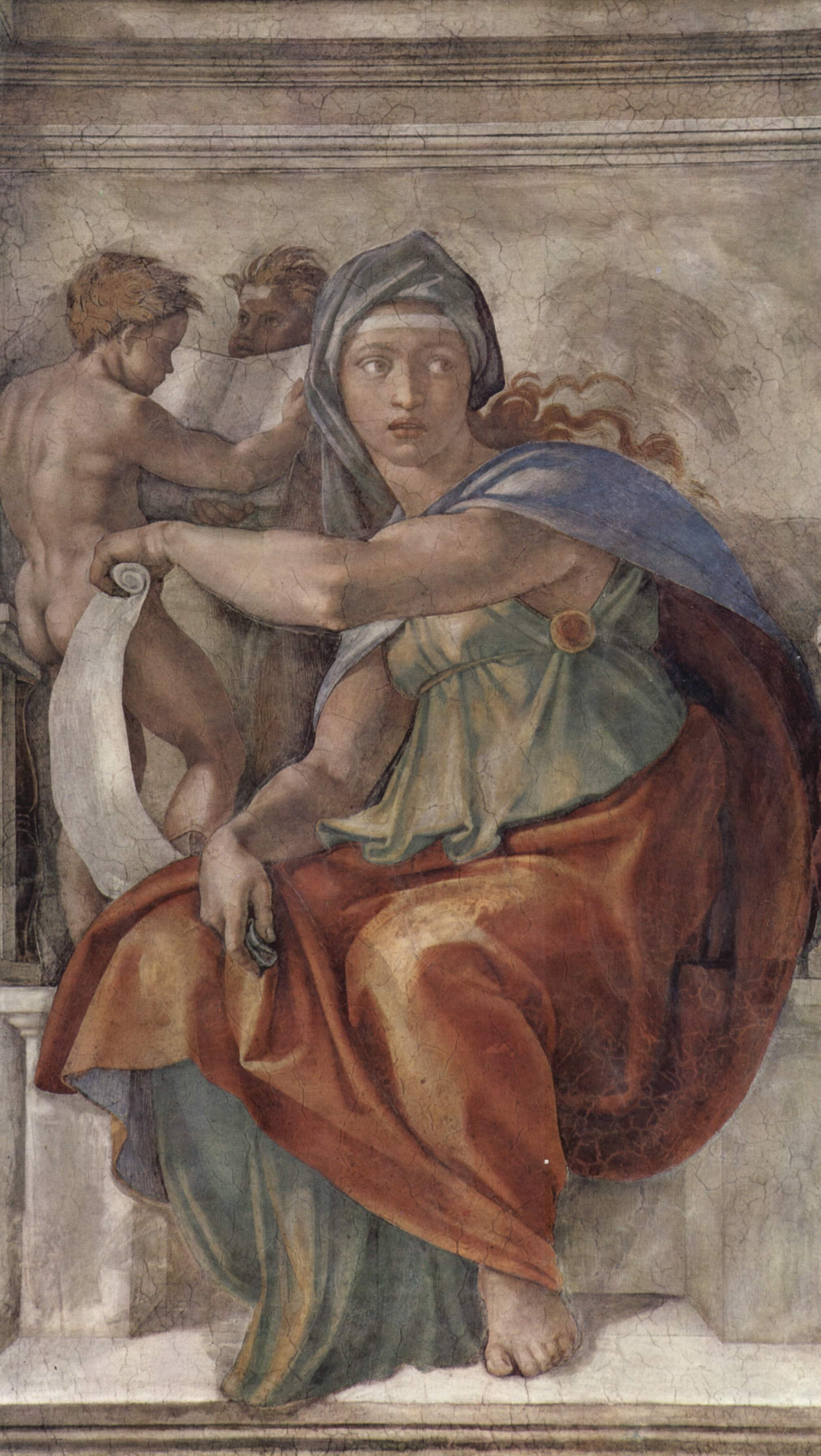
Die Delphische Sibylle in der Sixtinischen Kapelle

Orakel (von lateinisch oraculum „Götterspruch, Sprechstätte“; zu orare „sprechen, beten“) bezeichnet eine mit Hilfe eines Rituals oder eines Mediums gewonnene transzendente Offenbarung, die der Beantwortung von Zukunfts- oder Entscheidungsfragen dient. Die mittels des Orakels gewonnenen Hinweise und Zeichen können dem Fragenden zur Bestärkung eigener Entscheidungen und Handlungen dienen.
Im Unterschied zum Hellsehen (außersinnliche Wahrnehmung), das als individuelle Fähigkeit einer leibhaftigen Person angesehen wird, befragt das Orakel stets eine höhere Instanz. Durch die Erwartung der Beantwortung einer Frage ähnelt das Orakel entfernt der Prophetie, welche meist, aber nicht immer, ungebeten zuteilwird.
Im erweiterten Sinn wird auch der Ort, an dem das Orakel gegeben wurde, als solches bezeichnet. Orakelstätten können Heiligtümer wie beispielsweise Tempel sein. Bekanntestes Beispiel ist das Orakel von Delphi.

## Antike
Als eine Praxis von Vorhersagen hatten Orakel von je her eine hohe gesellschaftliche Akzeptanz. In vorchristlicher Zeit, insbesondere in der Antike, galten Orakel als die dominante Form der Vorausschau. Die Geschichte der Orakel war in der Antike von Beginn an eng mit politischen Entscheidungen und militärischen Operationen verbunden. Auch wenn das Orakel bereits in seiner Hochzeit umstritten war, wurde ihm seinerzeit sowohl von Befürwortern als auch Gegnern eine hohe Bedeutung beigemessen. Das Orakel als etablierte Praxis des Voraussagens wurde später von Prophezeiungen, Utopien und Prognosen abgelöst. Es verschwand dabei nicht, verlor jedoch seine gesellschaftliche und politische Relevanz.
Bereits im Alten Ägypten wurden Orakel seit jeher erfragt und ab dem Neuen Reich auch zu wichtigen juristischen Entscheidungen herangezogen (siehe Götterorakel im Alten Ägypten).
Von den Orakeln des antiken Griechenland ist das Orakel von Delphi das bekannteste. Weitere bedeutende antike Orakelstätten waren Ephyra, Olympia, Dodona, Klaros, Didyma und das Ammonium in der Oase Siwa (siehe auch Fischorakel des Apollon im lykischen Sura, Fischorakel im karischen Labraunda). Sie verloren seit dem 4. Jahrhundert v. Chr. bis zum 4. Jahrhundert n. Chr. an Bedeutung. Dennoch blieb das Orakelwesen auch in der römischen Antike über lange Zeit von großer Bedeutung.
Die Orakel der klassischen Antike funktionierten entweder über ein Medium oder durch die Person selbst, die das Orakel anfragte. Zudem lassen sich zufallsgesteuerte Orakel (etwa Losorakel) unterscheiden von solchen, bei denen die wahrsagende Person durch Träume, Trunkenheit oder andere Ausnahmezustände die göttliche Auskunft erhielt. Bei der Alectryomantie diente ein Vogel als Medium, dessen Fressverhalten im Hinblick auf die Orakelfrage ausgedeutet wurde. Im weiteren Sinne ist auch die Sibylle von Cumae zu den Orakeln zu rechnen (siehe auch Astragalorakel).
Stark beeinflusst von der Religion der Etrusker versuchten die Römer in einem Staatskult die Pontifices und Flamines die Zukunft aus himmlischen Zeichen (Blitz und Donner) oder dem Vogelflug zu ergründen. Die Haruspices erstellten Orakel, indem sie in den Eingeweiden der Opfertiere lasen (sogenannte Leberschau). Letzteres ging auf etruskische Traditionen zurück.
Im alten Israel gab es die Urim und Thummim: Los- und Orakel-Steine des Hohenpriesters der Israeliten. Als Orakel kann man auch die Ratschläge und Warnungen der biblischen Propheten betrachten, oft beginnend mit: „So spricht der Herr: …“

## China und Tibet

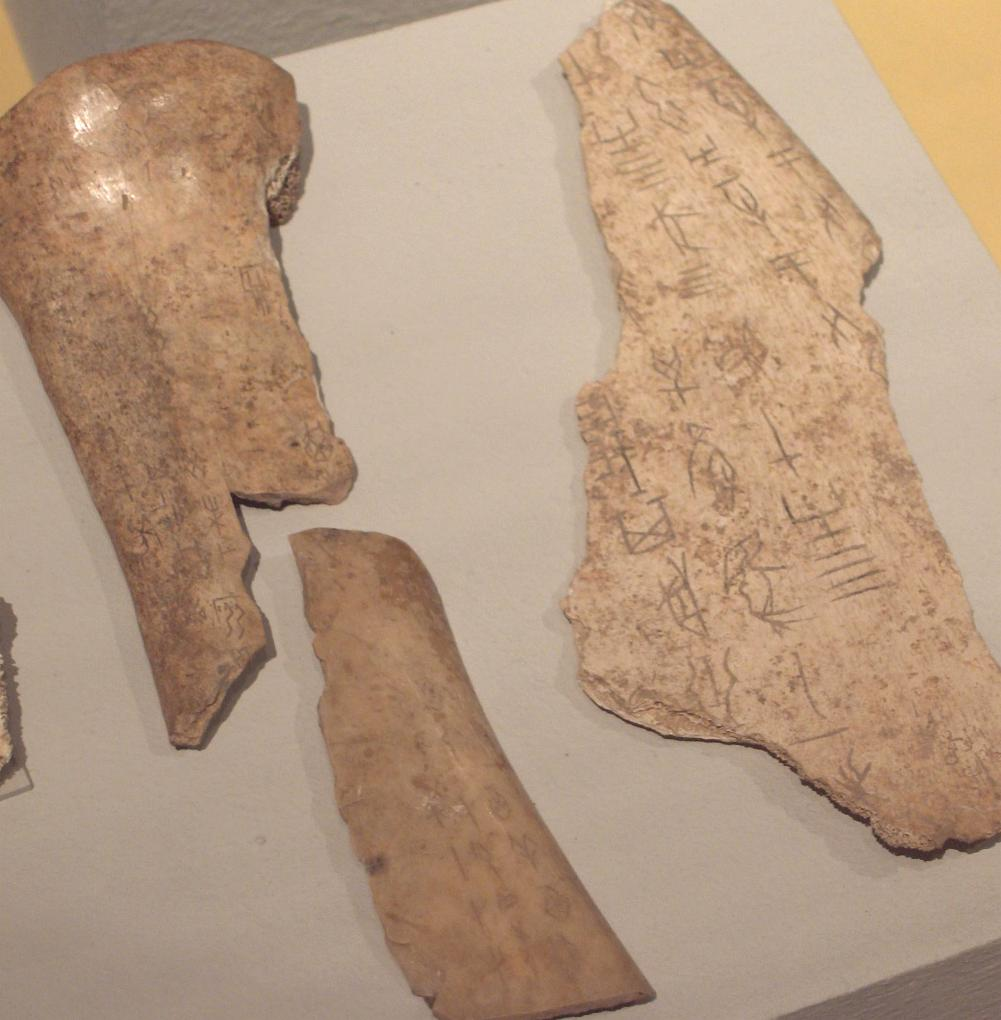
Orakelknochen aus der Shang-Dynastie

In China waren insbesondere Orakel mit im Feuer erhitzten Tierknochen sowie mit Schafgarbenstängeln gebräuchlich. Vgl. hierzu Chinesisches Orakel.
Im Rahmen des tibetischen Kulturkreises findet man Orakel sowohl im Bön, der vorbuddhistischen Religion Tibets, als auch in einigen Schulen des tibetischen Buddhismus.
Das erste Mal, dass im tibetischen Buddhismus eine weltliche Gottheit mit dem Körper eines Menschen vereinigt wurde, der als physisches Medium funktionierte, war im 8. Jahrhundert. Eines Tages vereinigte Padmasambhava vor dem König und seinen Ministern einen der vier großen Könige (die Beschützer der vier Richtungen, die oft an den Türen von tibetischen Tempeln dargestellt sind) mit dem Körper eines jungen Mannes. Indem er den Körper des Jungen als Medium benutzte, konnte die hellsehende Gottheit die Geister identifizieren, die Schwierigkeiten machten. Die Gottheit erklärte, dass der Geist Thangla für den Blitzschlag auf dem Marpori (dem roten Hügel, der später Sitz des Potala-Palastes wurde) verantwortlich war, und dass der Geist Yarla Shempo die Flut ausgelöst hatte, die den Phangthang-Palast wegschwemmte. Durch das Medium gab die Gottheit Vorhersagen und Ratschläge ab. In der Folge wurden auch andere Schutzgottheiten als Orakel zu Dienste gezogen.
In der buddhistischen Gelug-Schule ist insbesondere das Nechung-Orakel bekannt. Die buddhistische Schutzgottheit Pekar, der ehemalige Schutzgeist des Klosters Samye (errichtet um 775), bedient sich, nach der Überlieferung, seit mehr als vier Jahrhunderten regelmäßig eines Mönchs als Medium, um zukünftige Geschehnisse vorherzusagen und um die tibetische Regierung durch Ratschläge zu leiten. Der als Medium dienende Mönch hat daher größtes Ansehen im Gelug-Orden. Aufgrund seiner häufigen, sehr kräftezehrenden Orakel-Trancen, hat er aber in aller Regel nur eine geringe Lebenserwartung. Das Nechung-Orakel ist heutzutage noch immer wichtigstes Staatsorakel der tibetischen Exilregierung und des Dalai Lama. Es gibt mindestens ein weiteres Orakel, das einen gewissen Bekanntheitsgrad genießt, das Orakel von Dorje Shugden.

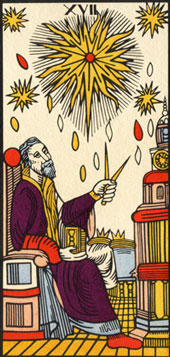
Tarot-Karte „Der Stern“

Abhängig von dem zu Rate gezogenen Orakel können die erhaltenen Prophezeiungen differieren. Das tibetische Wort für Orakel ist Mo.

## Europa
Daneben gibt es auch sogenannte Orakel- oder Wahrsagekarten, die zum selben Zweck eingesetzt werden. Zu den bekanntesten gehören die Tarot-Karten, die in einer Vielzahl verschiedener Ausführungen gebräuchlich sind. Aus der germanischen Kultur sind Runen bekannte Vertreter.
Orakel (engl. pl. „oracles“) wird im englischen Sprachraum auch manchmal für die Heilige Schrift (Bibel = „Wahrsprüche des Herrn“) verwendet und in der Terminologie der Church of Jesus Christ of Latter Saints (Mormonen) werden neuzeitliche, lebende Propheten als „living oracles“ („lebende Wahrsprüche“ [des Herrn]) bezeichnet.
Im Rahmen der Fußball-Weltmeisterschaft 2010 erlangte der Krake Paul aus dem Oberhausener Sea Life Centre internationale Berühmtheit, weil er alle Sieger bei Beteiligung der deutschen Fußballnationalmannschaft und den Sieger des Endspiels der WM 2010 korrekt „vorhersagte“.
Eine Form des Orakels bieten seit circa 1900 Wahrsageautomaten. Diese Automaten suggerieren, in der Regel gegen Geldeinwurf, die Zukunft vorhersagen zu können. Am üblichsten war die Ausgabe der Prophezeiung als Text auf einem Kärtchen. Besonders beliebt waren die Automaten um die 1930er in den USA, doch auch in Deutschland waren Geräte aufgestellt.
Hans Magnus Enzensberger bezeichnete 1965 das Institut für Demoskopie Allensbach kritisch als Orakel vom Bodensee, da er eine „strukturelle Ähnlichkeit mit den mantischen Praktiken der Alten Welt“ sah. „Demoskopische Befragungen werden im Allgemeinen in Auftrag gegeben: Der Unwissende bringt den Priestern von Allensbach seine Opfergaben dar und stellt seine Fragen. Die Pythia antwortet nicht auf eigene Faust, sie gibt die Fragen an eine höhere Instanz weiter, an die Stimme Gottes, die im Jargon der Demoskopen „repräsentativer Querschnitt“ heißt.“